# Kaisa Collin
Kaisa Astrid Collin (* 16. April 1997) ist eine finnische Fußballspielerin. Die Stürmerin steht seit 2021 beim schwedischen Verein AIK Solna unter Vertrag und spielt seit 2017 für die finnische Nationalmannschaft.

## Karriere

### Vereine
Collin bestritt 2012 mit 17 Jahren ihre ersten sechs Spiele für HJK Helsinki in der Naisten Liiga. In ihrer zweiten Saison war sie dann Stammspielerin. 2017 wechselte sie zum Ligakonkurrenten PK-35 Vantaa und wurde mit 20 Toren Torschützenkönigin der Liga. Mit PK-35 nahm sie im August 2017 an der Qualifikation zur UEFA Women’s Champions League 2017/18 teil. Beim Turnier in Belfast konnten die Finninnen nur ein Spiel gewinnen, durch ihr Tor zum 1:0 gegen Linfield FC, so dass sie die K.-o.-Runde verpassten. 2018 gelangen ihr dann nur noch sieben Liga-Tore, aber immerhin gewann sie ihre erste Meisterschaft. Zur Saison 2019 wechselte sie in die Damallsvenskan zu Eskilstuna United, wo sie in ihrer ersten Saison zwar 19 Spiele bestritt, aber keins über die volle Spielzeit, da sie bei vier Startelfeinsätzen immer ausgewechselt und 15-mal eingewechselt wurde. 2020 hatte sie immerhin vier Einsätze über die volle Spielzeit, wurde aber achtmal aus- und neunmal eingewechselt. Anfang August 2021 wechselte sie zum Ligakonkurrenten AIK Solna, wo sie einen Vertrag bis zum 31. Dezember 2023 erhielt. In fünf Spielen erzielte sie ein Tor beim 1:0-Sieg gegen Vittsjö GIK und half mit die Liga als Zehnte zu halten.

### Nationalmannschaft
Collin  nahm mit der U-17 an der Qualifikation für die  U-17-Fußball-Europameisterschaft der Frauen 2015, die für die Finninnen nicht erfolgreich war. Auch in der erfolglosen zweiten Qualifikationsrunde für die U-19-Fußball-Europameisterschaft der Frauen 2015 und in beiden Qualifikationsrunden für die U-19-Fußball-Europameisterschaft der Frauen 2016 kam sie zum Einsatz.
Am 7. April 2017 wurde sie erstmals bei einem Freundschaftsspiel gegen Polen in der A-Nationalelf eingesetzt. Am 16. September erzielte sie im ersten Spiel unter Anna Signeul beim 1:1 gegen Portugal ihr erstes A-Länderspieltor. In der misslungenen Qualifikation für die WM 2019 hatte sie fünf Einsätze und erzielte ein Tor. Im Februar 2021 qualifizierten sich die Finninnen dann wieder für eine Endrunde. In der Qualifikation hatte sie sechs Einsätze und erzielte ein Tor beim 5:0-Sieg im letzten Spiel gegen Zypern. In den ersten vier Spielen der Qualifikation für die WM 2023 hatte sie nur einen fünfminütigen Kurzeinsatz bei der 1:2-Niederlage gegen Schweden.

## Erfolge
PK-35 Vantaa 
- Finnische Meisterin 2018